# Marko Šarić
Marko Šarić (Knin, 22. lipnja 1924. − Zagreb, 23. srpnja 2019.) je hrvatski akademik.
Srednju školu završio je u Splitu. Borac u pokretu otpora u Drugome svjetskom ratu od 1943. do 1945. godine. Studij medicine upisao 1945. godine na Medicinskom fakultetu Sveučilišta u Zagrebu. Diplomirao je 1951. godine. Nakon završenog studija medicine i obveznog liječničkog staža radio je kraće vrijeme u praksi kao liječnik opće medicine. U školskoj godini 1953./1954. završio je tečaj javnog zdravstva u Školi narodnog zdravlja, a u razdoblju od 1954. do 1957. godine specijalizirao je medicinu rada. 
U okviru te specijalizacije boravio je kao stipendist Svjetske zdravstvene organizacije devet mjeseci u Velikoj Britaniji, Švedskoj i Norveškoj. Specijalistički ispit položio je 1957. godine. Iste godine počeo je raditi u Institutu za higijenu rada u Zagrebu (sada Institut za medicinska istraživanja i medicinu rada). Godine 1959. obranio je doktorsku disertaciju pod naslovom "Prilog metodici sistemskih zdravstvenih pregleda u industriji" i stekao zvanje doktora medicinskih znanosti na Sveučilištu u Zagrebu. 
Godine 1962. habilitirao je na Medicinskom fakultetu u Zagrebu za predmet medicina rada, a 1966. godine izabran je za izvanrednog profesora toga predmeta na istom fakultetu. Godine 1981. izabran je za redovitog profesora (medicina rada i zdravstvena ekologija). Od 1962. – 63. godine boravio je kao stipendist Nacionalnih instituta za zdravlje SAD (NIH) jednu godinu na Sveučilištu u Berkeleyu i Stanfordskom sveučilištu u Palo Altou (SAD) (postdoktorska stipendija). 
U Institutu za medicinska istraživanja i medicinu rada u Zagrebu počeo je kao asistent, a od 1959. do 1964. godine obavljao je dužnost pomoćnika direktora. Direktorom Instituta bio je od 1964. godine nadalje. Godine 1960. izabran je za znanstvenog suradnika, 1964. godine za višeg znanstvenog suradnika, a 1969. godine za znanstvenog savjetnika. Bio je voditelj Laboratorija za epidemiologiju kroničnih bolesti. Umirovljen je pod konac listopada 1991. godine, ali radi i dalje kao vanjski suradnik Instituta.
Redoviti je član Hrvatske akademije znanosti i umjetnosti.

## Nagrade i priznanja
- Predsjednik Sekcije za medicinu rada Zbora liječnika Hrvatske.
- Predsjednik Udruženja za medicinu rada Jugoslavije.
- Nagrada grada Zagreba 1967. i 1979.
- Državna nagrada za znanost 2000. godine.

## Vanjske poveznice
- Marko Šarić Hrvatska tehnička enciklopedija, portal hrvatske tehničke baštine. LZMK